# Rhipidocephala tigrina
Rhipidocephala tigrina là một loài ruồi trong họ Asilidae. Rhipidocephala tigrina được Janssens miêu tả năm 1953. Loài này phân bố ở vùng nhiệt đới châu Phi.